# Bill Roper
Bill Roper (* 27. března 1965 Concord, Kalifornie) je herní vývojář a jedna z nejznámějších postav videoherního průmyslu. Byl viceprezidentem společnosti Blizzard North a ředitelem Blizzard Entertainment v letech 1994–2003. Pracoval v různých pozicích na mnoha komerčně úspěšných hrách a hrál klíčovou roli v úspěch sérií Warcraft, StarCraft a Diablo.
Po jeho odchodu z Blizzard Entertainment založil a vedl společnost Flagship Studios, odpovědnou za tituly Hellgate: London (který byl oproti očekáváním přijat průměrně) a (momentálně pozastavený) Mythos.

## Hry
Následující seznam obsahuje významnější hry, na kterých nějakým způsobem pracoval.
- Blackthorne (1994)
- Warcraft: Orcs & Humans (1994)
- Warcraft II: Tides of Darkness (1995)
- Warcraft II: Beyond the Dark Portal (1996)
- Diablo (1996)
- StarCraft (1998)
- StarCraft: Brood War (1998)
- Warcraft II: Battle.net Edition (1999)
- Diablo II (2000)
- Diablo II: Lord of Destruction (2001)
- Warcraft III: Reign of Chaos (2002)
- Warcraft III: The Frozen Throne (2003)
- Hellgate: London (2007)